# Neuendorf (Rajna-vidék-Pfalz)
Neuendorf település Németországban, Rajna-vidék-Pfalz tartományban. Lakosainak száma 107 fő (2023. december 31.).

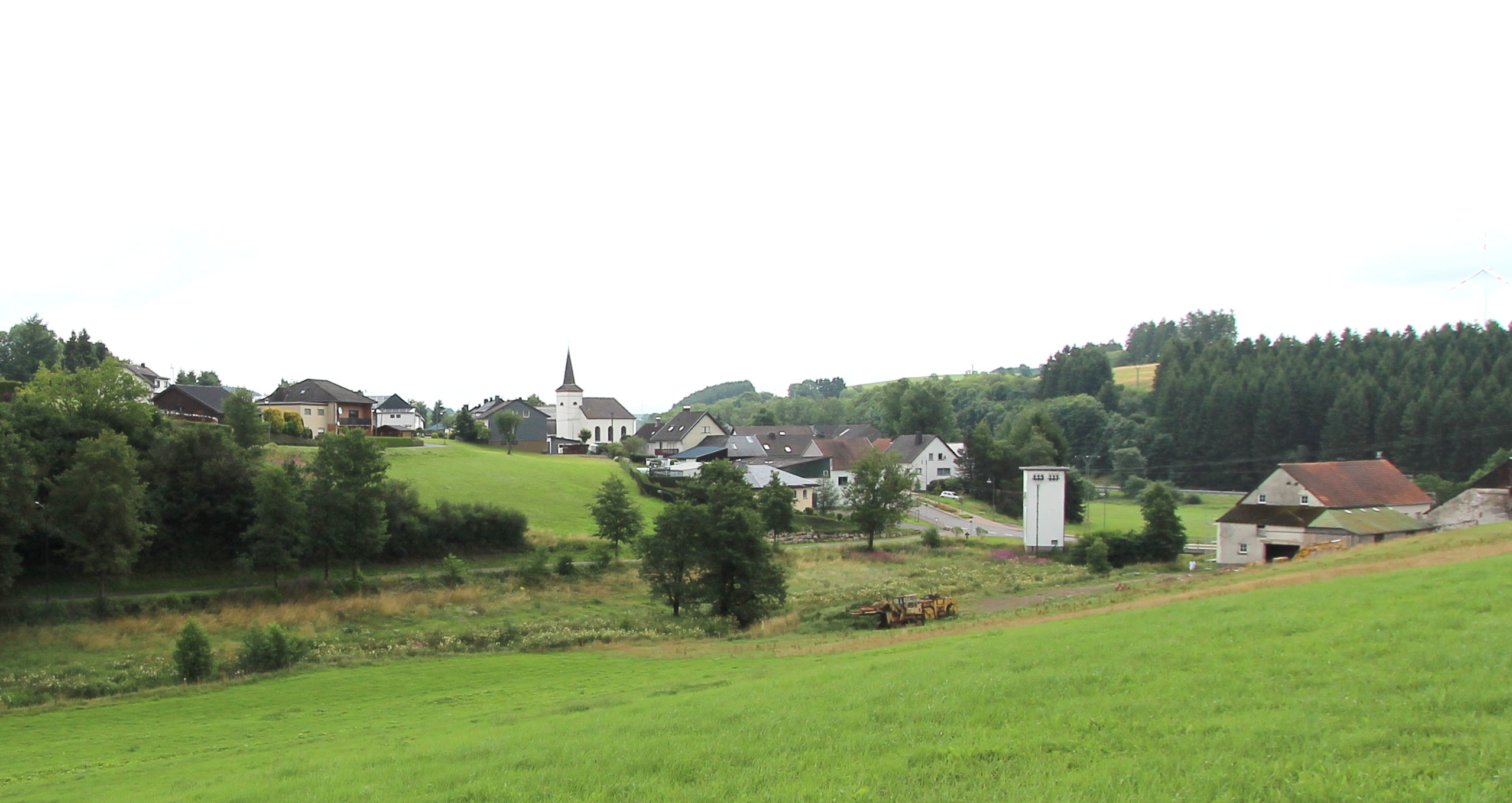
Neuendorf délnyugatról nézve (2017)

## Népesség
A település népességének változása:
| Lakosok száma | 107  | 113  | 105  | 110  | 104  | 107  |
|               | 1975 | 2017 | 2019 | 2021 | 2022 | 2023 |